# ISO 3166-2:AX
ISO 3166-2:AX는 지리 식별 부호(geocode)를 정의하는 ISO 표준인 ISO 3166-2의 일부이며, 올란드 제도에 적용된다. AX는 ISO 3166-1에서 할당된 국가 코드를 사용한다. 현재는 ISO 3166-2에서 할당된 코드가 없다. 올란드 제도는 핀란드의 해외 영토로, ISO 3166-2:FI 산하에 있기도 하다. 정확히 말하면 'FI-AL'을 사용하고 있기도 한다.